# Кейт Крейґ-Вуд
Кейт Гелен Крейґ-Вуд (англ. Kate Craig-Wood; нар. 1977, ім'я при народженні Роберт Гарді Крейґ-Вуд англ. Robert Hardy Craig-Wood) — британська трансгендерна підприємиця в галузі ІТ, співзасновник і керуючий директор компанії Memset Dedicated Hosting. Має низку нагород, зокрема 4 місце серед 25 найбільш впливових жінок в ІТ у Великій Британії (2012). Відома просуванням жінок в ІТ, енергоефективності в ІТ і прийняттям трансгендерів в ІТ.

## Життєпис
Роберт Гарді Крейґ-Вуд народився 1977 року. Він закінчив гімназію Роял граммар Скул і навчався в Саутгемптонському університеті, де здобув ступінь магістра біомедичних наук, вивчаючи різні мови програмування та інтернет-технології.
2000 року одружився. 2006 року розлучився внаслідок того, що від жовтня 2005 року до листопада 2006 року здійснив трансгендерний перехід.
У березні 2008 року було здійснено камінг-аут в інтерв'ю журналу Sunday Times «в надії, що вона стане прикладом для молодих жінок, якого вона ніколи не мала, а також щоб спробувати розвіяти деякі міфи про трансгендерних людей».
Є членом виконавчого комітету та піклувальником Товариства досліджень гендерної ідентичності й освіти і працює з групою, приділяючи особливу увагу поліпшенню медичного обслуговування молодих трансгендерів в Великій Британії.

## Кар'єра
Крейґ-Вуд після здобуття ступеня магістра працює в галузі біомедичних наук, виконуючи роботу ІТ-консультантом в аудиторській компанії Arthur Andersen. Пізніше очолює відділ розвитку бізнесу в Easyspace Ltd., одній з найбільших у Великій Британії вебхостингових компаній.
2002 року Крейґ-Вуд покидає Easyspace і засновує Memset зі своїм братом Ніком. Memset є першим британським нейтральним інтернет-провайдером. Memset визнавалася кращим британським вебхостингом 6 років поспіль (2006—2011) і отримала низку інших нагород за інновації, екологічну обізнаність та ІТ-стратегію.
Крейґ-Вуд є прихильником енергозберігальних обчислювальних технологій і 2008 року є британським фіналістом премії BlackBerry Women and Technology за «краще використання технологій жінкою в малому і середньому бізнесі». Є директором Intellect UK, британської високотехнологічної торговельної асоціації, і очолює її групу зі зміни клімату. Також бере участь у діяльності Британського комп'ютерного товариства з «зелених» ІТ і є членом Data Centre Specialist Group .